# Draadepilatie

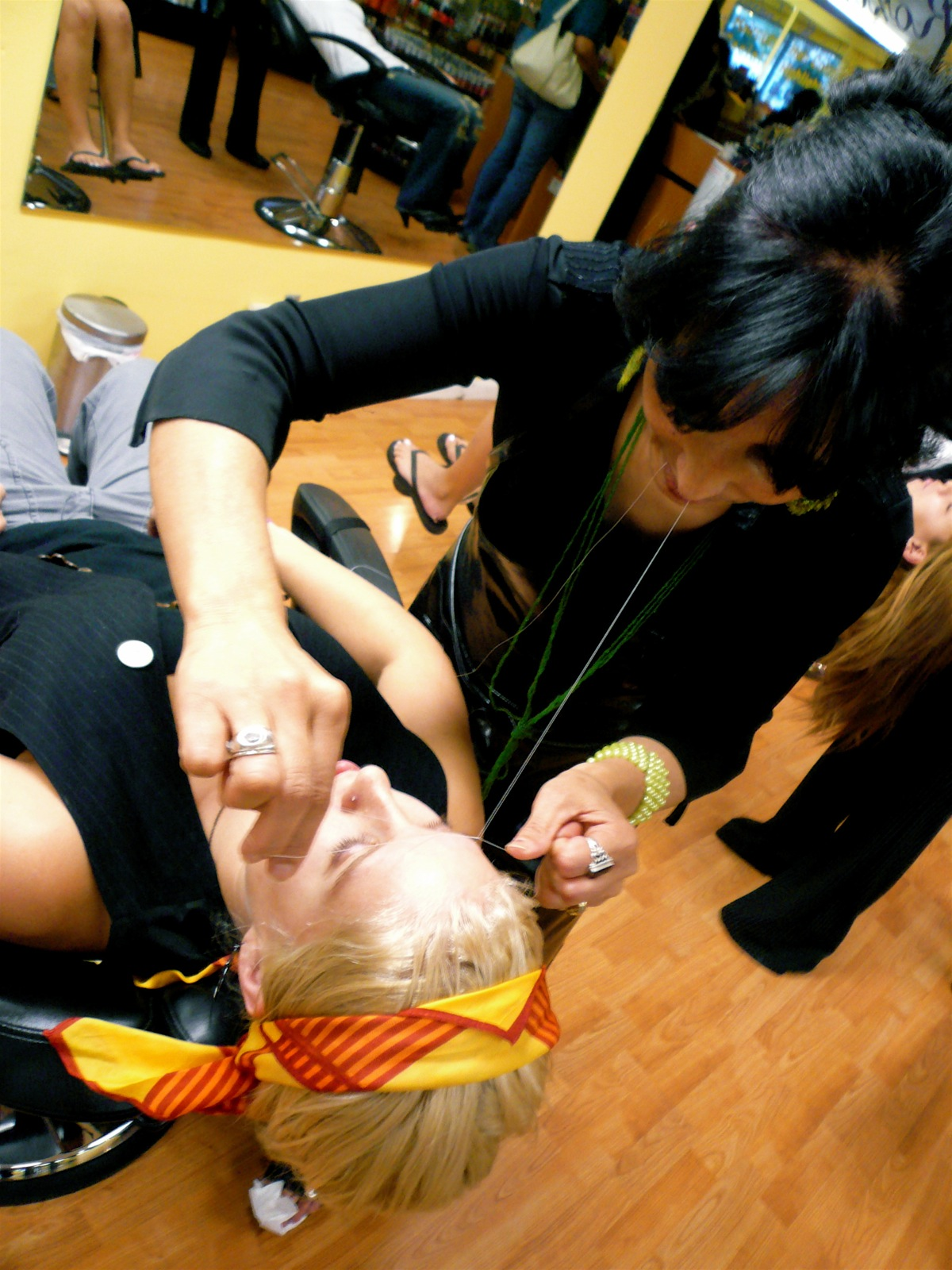
Draadepilatie met de mondmethode

Draadepilatie is een ontharingsmethode afkomstig uit Iran, India en Centraal-Azië. De methode wint tegenwoordig ook aan populariteit in westerse landen. Draadepilatie wordt vooral cosmetisch toegepast en dan vooral voor het verwijderen en vormgeven van wenkbrauwen.

## Techniek
Bij draadepilatie wordt een dunne katoenen of polyester draad verdubbeld en vervolgens gedraaid. Het gedraaide koord wordt vervolgens over plekken met ongewenst haar gerold, haartjes worden vervolgens meegetrokken in de draaiing en zodoende uitgerukt op het follikelniveau. In tegenstelling tot epilatie met een pincet waarbij haren een voor een worden uitgetrokken, worden met draadepilatie korte rijen haar tegelijkertijd verwijderd.
Voordelen die worden aangehaald voor draadepilatie van de wenkbrauwen ten opzichte van een harsbehandeling zijn dat het meer precieze controle biedt bij het vormgeven van wenkbrauwen en dat het zachter is voor de huid. Het is desondanks pijnlijk.
Er zijn meerdere technieken om met een draad te epileren. Men onderscheidt een methode waarbij de draad tussen de handen wordt vastgehouden, een methode waarbij een eind van de draad met de mond strak getrokken wordt en een methode waarbij de draad met de hals strak getrokken wordt. Elke techniek heeft zijn voor- en nadelen; de methode om de draad met de mond strak te trekken is echter de snelste en meest precieze.
Draadepilatie zorgt voor een strakker gedefinieerde en precieze vorm van de wenkbrauwen.
Daarnaast wordt de methode ook gebruikt voor het verwijderen van ongewenst haar op andere delen van het gezicht en de bovenlip. Ook de oren kunnen met deze methode onthaard worden, alsook de neusgaten. Draadepilatie is geen goede methode om haar op armen of benen te verwijderen, omdat het haar op die plekken meestal behoorlijk dik is en er daar te veel te verwijderen is.